# Enicospilus flavorbitalis
Enicospilus flavorbitalis är en stekelart som beskrevs av Tang 1990. Enicospilus flavorbitalis ingår i släktet Enicospilus och familjen brokparasitsteklar. Inga underarter finns listade i Catalogue of Life.